# Resolutie 22 Veiligheidsraad Verenigde Naties
Resolutie 22 van de Veiligheidsraad van de Verenigde Naties werd op 9 april 1947 aangenomen met acht stemmen voor en geen tegen. Polen en de Sovjet-Unie onthielden zich bij de stemming.

## Achtergrond
De Straat van Korfoe scheidt het Griekse eiland Korfoe van het Albanese vasteland.
Op 22 oktober 1946 voeren twee Britse oorlogsschepen er op een zeemijn, met grote schade, 44 doden en 22 gewonden tot gevolg. Groot-Brittannië hield Albanië verantwoordelijk voor dit incident, zich beroepende op het recht van onschuldige doorvaart. Er kon geen vergelijk met Albanië gevonden worden.

## Inhoud
De Veiligheidsraad had de verklaringen van de vertegenwoordigers van het Verenigd Koninkrijk en Albanië inzake hun twist in overweging genomen. Aanbevolen werd dat beide landen de twist onmiddellijk voor het Internationaal Gerechtshof zouden brengen, zoals de statuten van het Hof bepaalden.

## Nasleep
De zaak werd inderdaad voor het Internationaal Gerechtshof gebracht door Groot-Brittannië. Op 9 april 1949 kwam het arrest, dat Albanië een schadevergoeding oplegde.
Lijst ·  16 ·  17 ·  18 ·  19 ·  20 ·  21 ·  22 ·  23 ·  24 ·  25 ·  26 ·  27 ·  28 ·  29 ·  30 ·  31 ·  32 ·  33 ·  34 ·  35 ·  36 ·  37